# أورسولا باروت
أورسولا باروت (بالإنجليزية: Ursula Parrott) (26 مارس 1900، نيويورك في الولايات المتحدة - سبتمبر 1957، نيويورك في الولايات المتحدة)؛ روائية أمريكية. درست في كلية رادكليف.

## روابط خارجية
- أورسولا باروت على موقع IMDb (الإنجليزية)
- أورسولا باروت على موقع قاعدة بيانات الفيلم (الإنجليزية)